# Lipie (gemeente)
De gemeente Lipie is een landgemeente in het Poolse woiwodschap Silezië, in powiat Kłobucki.
De zetel van de gemeente is in Lipie.
Op 30 juni 2004 telde de gemeente 6554 inwoners.

## Oppervlakte gegevens
In 2002 bedroeg de totale oppervlakte van gemeente Lipie 99,07 km², waarvan:
- agrarisch gebied: 63%
- bossen: 31%

De gemeente beslaat 11,14% van de totale oppervlakte van de powiat.

## Demografie
Stand op 30 juni 2004:
| Omschrijving                   | Totaal | Totaal | Vrouwen | Vrouwen | Mannen | Mannen |
| ------------------------------ | ------ | ------ | ------- | ------- | ------ | ------ |
| eenheid                        | aantal | %      | aantal  | %       | aantal | %      |
| inwoners                       | 6554   | 100    | 3326    | 50,7    | 3228   | 49,3   |
| bevolkingsdichtheid (inw./km²) | 66,2   | 66,2   | 33,6    | 33,6    | 32,6   | 32,6   |

In 2002 bedroeg het gemiddelde inkomen per inwoner 1275,37 zł.

## Administratieve plaatsen (sołectwo)
Albertów, Brzózki, Danków, Giętkowizna, Grabarze, Julianów, Kleśniska, Lipie, Lindów, Napoleon, Natolin, Parzymiechy, Rębielice Szlacheckie, Rozalin, Stanisławów, Szyszków, Wapiennik, Zbrojewsko, Zimnowoda.
Zonder de status sołectwo : Chałków, Troniny.

## Aangrenzende gemeenten
Działoszyn, Krzepice, Opatów, Pątnów, Popów, Rudniki